# Лупанова, Ирина Петровна
Ири́на Петро́вна Лупа́нова (24 июня 1921 — 4 февраля 2003, Петрозаводск) — доктор филологических наук, профессор, заведующая кафедрой русской и зарубежной литературы Петрозаводского государственного университета, фольклорист, литературовед, заслуженный деятель науки Республики Карелия.

## Семья
Родилась в семье П. А. Лупанова, заведующего кафедрой химии Карело-Финского государственного университета, заслуженного деятеля науки КФССР и Александры Георгиевны Бонч-Осмоловской, преподавателя, заслуженного учителя школы КФССР, кандидата филологических наук.

## Биография
В 1947 году после окончания Ленинградского университета принята в аспирантуру по кафедре фольклора. С января 1951 года — старший преподаватель кафедры литературы Петрозаводского университета, заведующий кафедрой до 1961. В 1959 году издала монографию, а в 1961 году защитила докторскую диссертацию на тему «Русская народная сказка в творчестве писателей первой половины XIX века», оппонентами которой были В. Я. Пропп, Г. П. Макогоненко и Г. А. Бялый. Это было первое обобщённое исследование о русской литературной сказке и единственная тогда большая работа о влиянии народной сказки на писателей первой половины XIX века (А. С. Пушкин, В. А. Жуковский, П. П. Ершов, В. И. Даль и др.). В 1976 году по её инициативе в Петрозаводском университете вышел первый выпуск сборника научных трудов «Проблемы детской литературы и фольклор», ставшего регулярным и объединившего усилия исследователей Москвы, Ленинграда / Петербурга, Мурманска, Ульяновска, Йошкар-Олы, Волгограда, Тюмени, Средней Азии, Украины, Болгарии.
В июле 1979 года она вышла на пенсию.